# 中国人民解放军联勤保障部队第九〇〇医院
中国人民解放军联勤保障部队第九〇〇医院，原名中国人民解放军福州总医院（简称福州总医院），又称厦门大学附属东方医院，本部位于福建省福州市西二环北路156号，隶属无锡联勤保障中心，是三级甲等医院。

## 简介
前身为中华民国时期的联勤总部第二肺病疗养院。1949年8月17日中国人民解放军攻克福州，该疗养院由中国人民解放军福建省军事管制委员会接管并改编为福建省卫生厅直属医院。1951年1月，被中国人民解放军第十兵团福建省军区接收，1954年11月扩编为中国人民解放军第九十三医院，院址从福州西禅寺迁到福州西门后县村。1959年1月福州军区成立，该医院更名为中国人民解放军福州军区总医院。1985年9月，福州军区并入南京军区，该医院更名为中国人民解放军南京军区福州总医院。2009年7月10日，厦门大学附属东方医院签约仪式在厦门大学举行，南京军区福州总医院成为厦门大学附属东方医院。2016年，在深化国防和军队改革中，由中国人民解放军南京军区转隶无锡联勤保障中心，并更名中国人民解放军福州总医院。2018年11月再次更名为中国人民解放军联勤保障部队第九〇〇医院。
医院是大型综合性三级甲等医院，也是中华人民共和国卫生部国际紧急救援网络医院，并设有福建省医疗系统首家博士后科研工作站。2016年改革前，医院由院本部、第二住院部、莆田九五临床部、宁德四四二临床部、福州四七六临床部组成，医院本部设有53个专业学科，医院拥有1个国家级重点学科，1个国家重点专科在建项目，1个中华人民共和国科学技术部示范型国际科技合作基地，是国家药物临床试验机构，医院设全军重点学科和基地10个、南京军区重点学科13个、福建省创新平台2个、重点实验室2个。

## 历任领导
| 院长 …… - 郑执德（？—？，福州军区总医院院长） …… - 孙培珍（1983年5月—1988年7月，福州军区总医院、南京军区福州总医院院长） …… - 刘雄飞 大校（1997年12月—2003年） - 王海林 少将（2003年7月—2012年） - 吴志成 大校（2012年—2015年） - 苏皖 大校（2015年—） | 政治委员 …… - 张守臣 大校（？—2004年） - 沈佩 大校（2004年—2012年） - 蔡华勤 大校（2012年—） |